# MetNet
MetNet是一個由芬蘭氣象研究所規劃的火星大氣層探測計畫。該任務計畫中將發射數十個登陸艇到火星表面，目的是為了建立一個火星表面大範圍的觀測站網路以進行火星大氣層結構、物理性質和氣象學的研究。該任務的計畫起始將是在2014年對火星的發射窗口期間發射第一個登陸艇。

## 概念與目標
在氣象學和氣候學上，要能夠了解這兩者隨時間和三維空間變化的最有效方式就是在多個不同地點建立觀測站同時進行觀測，並且要能夠執行足夠長的時間。在這考量之下，MetNet 任務同時包含了全球性尺度和多個觀測點的登陸艇組成觀測網路，並由環繞衛星進行輔助，任務執行時間將達到2個火星年。計畫中將在火星上某些地點設置10到20個觀測站，這是獲得火星上行星尺度大氣現象良好觀測結果的下限。

## 登陸艇設計概念

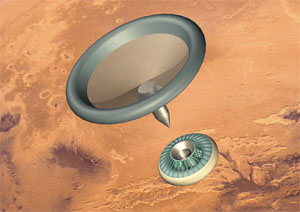
MetNet登陸艇

MetNet 的登陸艇將使用充氣式進入與降落系統，而非先前半硬式登陸艇使用的剛性防熱盾和降落傘。這可優化酬載質量和總質量比例，並且有更多質量與體積可用於科學設備。MetNet 登陸艇在大氣層中降落過程可分成兩個階段：初始的空氣動力學或「充氣制動單元」減速階段；以及延續的空氣動力學或「附加充氣制動單元」減速階段。登陸艇在火星表面的壽命將可達到7年。

## 狀態
MetNet 的登陸設備已經完全適合在火星環境下運作。而它的前導任務正在進行中，並預計將在2014年的發設窗口時開始執行計畫。前導任務將包含一個進行技術和科學展示任務的登陸艇。更多的登陸艇將在接下來直到2019年的各個發射窗口期間發射。

## 前導任務
在先前的一個發射窗口中曾經有兩個搭載 MetNet 的方案被考慮：
1. 搭載在俄羅斯的福布斯-土壤中。
2. 使用以潜射弹道导弹改造的波浪號運載火箭。

芬蘭氣象研究所原本宣布將在2011年將示範性的登陸艇搭載在福布斯-土壤任務中一起發射。但之後因為酬載重量問題而並未搭載，福布斯-土壤之後因為進入軌道失敗，於2012年1月16日墜入太平洋中墜毀。前導任務目前計畫將在2014年的發射窗口執行。
前導任務的重要貢獻將是：
- 可提供新和高解析度的火星大氣層垂直結構，以及長期（一個火星年）的現地氣象和一或數個登陸點的影像觀測。
- 展示氣象觀測網路登陸艇概念的可行性。

## 發展
MetNet 是 NetLander 任務中大氣探測部分的後繼者，它同時也繼承了俄羅斯火星96任務。MetNet 相關設計開始於2000年8月，並自2001年開始發展。
MetNet 目前的執行團隊有芬蘭氣象研究所（主導單位）、俄羅斯太空研究所（酬載部分，與拉沃契金設計局合作）和西班牙国家航天航空技术研究所。

## 外部連結
- Introduction to the MetNet Mars Mission
- MetNet Mission PosterPDF
- . Energy & Enviro Finland. October 17, 2007  [2012年8月25日]. （原始内容存档于2009年3月17日）.
- A.-M. Harri, J. Leinonen, S. Merikallio, M. Paton, H.Haukka, J. Polkko, Prof. V. Linkin, V. Lipatov, Director General K. Pichkadze, A. Polyakov, M. Uspensky, Prof. L. Vasquez, Dr. H. Guerrero, D. Crisp, R. Haberle, S. Calcutt, C. Wilson, Prof. P. Taylor, Prof. C. Lange, M. Daly, L. Richter, R. Jaumann, J.-P. Pommereau, F. Forget, Ph. Lognonne, J. Zarnecki.  (PDF). Helsinki: Finnish Meteorological Institute. 2007. ISBN 978-951-697-625-2.[]